# هجرة القلوب إلى القلوب (مسلسل)
مسلسل هجرة القلوب إلى القلوب مسلسل اجتماعي درامي سوري من تأليف عبد النبي حجازي وإخراج هيثم حقي ومن إنتاج التلفزيون العربي السوري بالاشتراك مع مؤسسة الخليج للأعمال الفنية. عرض للمرة الأولى على شاشة التلفزيون العربي السوري وتلفزيون الإمارات العربية المتحدة (دبي) عام 1990.

## بلدة الركنية
يتكلم هذا البرنامج عن بلدة صغيرة اسمها الركنية ويوثق من خلال هذه القرية الواقع السوري بالفترة الزمنية مع بداية الثلاثينيات من القرن الماضي ويمر على الصراع بين المجمعين البدوي والحضري، ومن ثم يتكلم عن انعكاسات الحرب العالمية الثانية على السياسة السورية في ذلك الحين وقيام الثورة السورية الكبرى وانخراط جميع شرائح المجتمع بها ومن ثم خروج المستعمر الفرنسي من البلاد وانتزاع الاستقلال منه. وينوه إلى دور الأشخاص المتلونين من الشعب السوري الذين ساهموا باستمرار الأفكار الاستعمارية رغم خروج المستعمر من سوريا، ومن جهة أخرى يظهر قوة الشعب عبر تماسكه والتحامه لمجابهة الاستبداد رغم التشرذم والضعف المسيطر عليه من خلال السياسيين المهيمنين على الحياة في تلك الفترة والمؤامرات المحاكة باستمرار حوله.
يُعتبر هذا المسلسل من الأعمال السورية الأولى التي ساهمت في انطلاقة الدراما السورية المتميزة ونجاحها المستمر إلى يومنا هذا وذلك من خلال خمسة وعشرين حلقة مقسمة إلى أربعة أجزاء.

## أجزاء العمل
ينقسم العمل إلى أربعة أجزاء وهي: 
الجزء الأول بعنوان (الغزو) ويتألف من خمس حلقات.
الجزء الثاني  بعنوان (الثأر) ويتألف من ست حلقات.
الجزء الثالث بعنوان (القناة) ويتألف من ست حلقات.
الجزء الرابع والأخير  بعنوان (الالتحام) ويتألف من ثماني حلقات.

## تمثيل
يقوم بأداء أدوار هذا العمل المميز نخبة من كبار الممثلين السوريين نذكر منهم
•	أسعد فضة بدور النائب هزاع الدباك (أبو دباك)
•	منى واصف بدور هلالة
•	هاني الروماني بدور شيخ هديبان
•	سمر سامي بدور حليمة
•	خالد تاجا بدور أبو طعان
•	يوسف حنا (الخليل) بدور أبو فضة
•	عباس النوري بدور الأستاذ حسان
•	أحمد عداس بدور سميح
•	أنطوانيت نجيب بدور أم سالم
•	محمد جبولي بدور أبو سالم
•	عصام عبه جي بدور أبو عناد
•	عبد الهادي صباغ بدور صالح
•	فاديا خطاب بدور فضة
•	جمال سليمان بدور عباس
•	أيمن زيدان بدور هلال
•	بسام كوسا بدور (قاسم – مصطفى)
•	عدنان بركات أبو هلال
•	عبد الفتاح المزين بدور رئيس مخفر الركنية من الجزء الثالث والرابع (أبو رسمي)
•	نجاح العبد الله بدور أم صالح
•	محمود جركس بدور أبو صالح
•	نجاح حفيظ بدور أم عباس
•	رياض نحاس بدور أبو قاسم
•	ضحى الدبس بدور سالمة
•	سليم كلاس بدور النائب سامي بك
•	لينا باتع بدور نظيرة
•	بسام لطفي بدور النائب تميم بيك
•	فاتن شاهين بدور أم طعان
•	أدهم الملا بدور أبو عياش
•	بهاء سمعان بدور عمشة
•	خديجة العبد الله بدور أم قاسم
•	محمد خاوندي بدور رئيس مخفر الركنية من الجزء الثاني (أبو هندي)
•	عارف الطويل بدور علي
•	أندريه سكاف بدور سعدو
•	عابد فهد بدور نواف
•	حسن دكاك بدور رئيس مخفر الركنية بالجزء الأول (أبو خليل)
•	وضاح حلوم بدور نجيب
•	جهاد الزغبي بدور عبد الله
•	زهير عبد الكريم بدور محمود
•	رياض نحاس بدور أبو قاسم
•	حاتم علي بدور جميل
•	محمد الشيخ نجيب بدور أستاذ ذيبان
•	حسن عويتي بدور شكري
•	غسان مسعود بدور أستاذ عيويد
•	أحمد مللي بدور رئيس مخفر الركنية بالجزء الخامس والأخير

## أغنية المسلسل
(أولاد الأرض السمرة ضحكتهن فوارة) 
تتكلم عن حب الوطن والكرامة والإباء الذي يتميز به الشعب السوري بشكل فطري والتي كان لها وقع قوي من كلمات وألحان مميزة نابعة من التراث والموروث الشعبي السوري.
كلمات الكاتب حسين حمزة
غناء الفنان فهد يكن
ألحان الموسيقار فاهيه دمرجيان